# 9nineなんです
『9nineなんです』（ナインなんです、2009年4月4日 - 2009年9月26日）は、FM NACK5で土曜日22:00～22:30に放送されていたラジオ番組。パーソナリティーは9nine。

## 概要
9 nineにとって、はじめてのラジオレギュラー番組。進行役はメンバーのうち1人が週替わりで行う。スタジオでのトークと各コーナーを別々に収録し、メンバーのうち2・3人がスタジオでの収録、他のメンバーが各コーナーの収録に参加する、というパターンが多い。

## タイムテーブル
- 22:00 - ：スタジオでのトークで番組が始まり、その後所々で各コーナーを挟む、ということが多い。各コーナーを挟む時間などは毎週異なる。
- 22:15ごろ - 約5分間：『コクーンレーベルコミュニティ』
『9nineなんです』内で放送される別番組。パーソナリティーは東川遥。時間帯は前後することがある。『9nineなんです』の終了と同時に終了した。
- 番組終盤：9 nineの曲を流しながらのスタジオでのトークで番組を締める、というのがほとんど。

## 主なコーナー
全て不定期である。
ふつおた
リスナーから寄せられた普通のおたよりを紹介する。
MC MOE presents Yeah!Cool!That’s Rap!
「生活の１シーンに役立つ知識」を、ラップに乗せて三浦萌が歌う。他のメンバーも合いの手を入れるなどとして参加する。
なりきり○○-1グランプリ
毎回様々なシチュエーションを設定し、各メンバーが「自分だったらどんな対応をするか」を演技する形で発表する。どのメンバーの対応が1番よかったかをリスナーに投票してもらい、最も得票数の多かったメンバーが1位。投票結果は次の週に放送される。
次回予告箱
番組の終盤に行われる。メンバーにやってほしいことをリスナーに送ってもらい、それらを紙に書いてカプセルに入れたものを抽選箱に入れておく。メンバーがそのなかから1つを取り出し、次週の放送でそれを実行する。
シンクロなんですシンキング
メンバーのうちの2人が挑戦する。リスナーからキーワードを募集し、それを表す擬音語をそれぞれが考える。2人が「せーのっ！」の合図で言い合い、同じ答えならOK。3回連続で挑戦し、全てOKだったら成功。失敗した場合は罰ゲームがある。2009年7月25日の放送から、「9 nineの90秒チャレンジ」の終了を機にスタート。

### 過去に放送されていた主なコーナー
9 nineの90秒チャレンジ
リスナーから寄せられた「90秒以内で、できなそうで、できるかもしれない事」にメンバーが挑戦する。失敗した際に、罰ゲームがあるときがある。2009年7月25日の放送で、終了を発表した。